# Federação de Voleibol de Vanuatu
A Federação de Voleibol de Vanuatu  (em inglêsːVanuatu Volleyball Federation,,,VVF) é  uma organização fundada em 1986 que governa a pratica de voleibol em Vanuatu, sendo membro da Federação Internacional de Voleibol e da Confederação Asiática de Voleibol, a entidade é responsável por  organizar  os campeonatos nacionais de  voleibol masculino e feminino no país.